# Hladnica
Hladnica je jedan od najvećih kvartova grada Dubrovnika. 

## Općenito
Hladnica je stambeno naselje međutim najpoznatija je u Dubrovniku po iznimnoj zastupljenosti zelenih površina (Hladnička šuma, Medarevo) te kao omiljeno mjesto za izlazak (Vojnović). Lapađani su kraj nad Mihajlom nazivali Bančevo, a nakon Drugog svjetskog rata tadašnje su ga vlasti nazvale Medarevo po Hercegovcu Medaru koji je na posjedu bio uslužni radnik u novijih vlasnika Opuića.
Hladnica je ujedno i administrativno sjedište gradskog kotara Montovjerna. 

## Zemljopisni položaj
Područje Hladnice obuhvaća cijeli jugozapadni dio kotara Montovjerna, tj. od bolnice Sv. Vlaho na zapadu i crkve Sv. Mihaela na jugu, sve do Gospinog Polja na istoku. Istočna granica Hladnice je uzduž čitave ulice Iva Vojnovića dok je na zapadu granica duž morske obale.

## Zemljopisna podjela
Hladnica je podijeljena u nekoliko dijelova:
- Hladnička šuma
- Gornja Hladnica
- Donja Hladnica
- Solidarnost
- Hladnica 2
- Medarevo (Bančevo)
- Sveti Mihajlo
- Vojnović

## Promet
Hladnica je povezana s ostalim dijelovima grada redovitim linijama javnog prometnog poduzeća Libertas:
- 2 (Pile - Gorica Sv. Vlaho)
- 4 (Pile- hotel Palace)
- 5 (Viktorija - hotel Neptun)
- 7 (Kantafig - Dubrava Babin Kuk)
- 9 (Pile- Bolnica Sv. Vlaho)

## Vanjske poveznice
- Hladnica - prvo Dubrovačko naselje online  Arhivirana inačica izvorne stranice od 7. veljače 2011. (Wayback Machine)